# The Jazz Soul of Little Stevie
The Jazz Soul of Little Stevie is het debuutalbum van Stevie Wonder. Het werd uitgebracht in september 1962 door Tamla Motown, een label dat onder platenmaatschappij Motown viel. Op de albumhoes wordt Wonder nog voorgesteld als 'Little Stevie Wonder'. Het album verscheen toen Wonder twaalf jaar oud was. Op het album staat de originele studio-versie van het nummer "Fingertips", later zou hij met een live-versie hiervan zijn eerste hit scoren.
Wonder schreef mee aan twee van de nummers, "Wondering" en "Session Number 112". De meeste nummer zijn geschreven door Clarence Paul en Henry Cosby, die het album tevens produceerden.

## Composities
Alle muziek en teksten zijn geschreven door Clarence Paul en Henry Cosby, tenzij anders aangegeven. 
| Nr. | Titel            | Schrijver(s)      | Duur |
| --- | ---------------- | ----------------- | ---- |
| 1.  | Fingertips       |                   | 3:00 |
| 2.  | The Square       |                   | 3:03 |
| 3.  | Soul Bongo       | Marvin Gaye, Paul | 2:20 |
| 4.  | Manhattan at Six |                   | 3:47 |
| 5.  | Paulsby          |                   | 2:47 |

| 1.                 | Some Other Time    |                     | 5:11 |
| 2.                 | Wondering          | Paul, Stevie Wonder | 2:51 |
| 3.                 | Session Number 112 | Paul, Wonder        | 3:18 |
| 4.                 | Bam                | Berry Gordy         | 3:34 |
| Totale duur: 29:54 |                    |                     |      |